# (6366) Rainerwieler
(6366) Rainerwieler est un astéroïde de la ceinture principale.

## Description
(6366) Rainerwieler est un astéroïde de la ceinture principale. Il fut découvert le 24 octobre 1981 à l'observatoire Palomar par Schelte J. Bus. Il présente une orbite caractérisée par un demi-grand axe de 3,17 UA, une excentricité de 0,07 et une inclinaison de 3,7° par rapport à l'écliptique.

## Compléments